# Paulínia
Paulínia, amtlich Município de Paulínia, ist eine Gemeinde im brasilianischen Bundesstaat São Paulo.

## Geografie und Demografie
Im Jahr 2020 lebten in Paulínia schätzungsweise 112.003 Paulinenser auf 139 km². Paulinia liegt etwa 118 Kilometer von São Paulo entfernt. Im Norden der Stadt gibt es große Chemie- und Petrochemieanlagen wie Replan (Refinaria do Planalto Paulista) mit einer Rohölverarbeitungskapazität von etwa 18 Mio. Tonnen im Jahr und ein Werk von Rhodia. 
Die Stadt wird von zwei Flüssen durchflossen, dem Rio Jaguari, der am Rande der Stadt vorbeifließt, und dem Rio Atibaia, der die Stadt im Zentrum durchfließt und in zwei Hälften teilt.
Umliegende Gemeinden sind im Norden Cosmópolis und Holambra, im Osten Jaguariúna, im Süden Campinas und Sumaré, im Westen Americana und Nova Odessa.

## Toponymie
Die Stadt wurde zu Ehren des Farmers José Paulino Nogueira, einem der Eigentümer der Fazenda do Funil, die zwischen Paulínia und Cosmópolis lag, Paulínia genannt. Das Dorf, das der Stadt den Namen gab, hieß bis 1944 Vila José Paulino. Ein Gesetz aus diesem Jahr verbot allerdings, Lokalitäten nach lebenden Personen zu benennen. Das Dorf wurde daher in Paulínia umbenannt.

## Geschichte
Die Geschichte Paulínias beginnt mit der Zuweisung von zwei großen Sesmarias auf dem Gebiet der heutigen Stadt. Das System der Sesmarias, ursprünglich im Portugal am Ende des 14. Jahrhunderts eingeführt, um die Bewirtschaftung des Landes zu optimieren, diente in Brasilien zur Regulation der Besiedlung. 1807 wurde die Sesmaria Morro Azul vergeben, auf der die Fazendas Bento und Funil gegründet wurden.
Die Gemeinde wurde 1964 durch Landesgesetz gegründet.

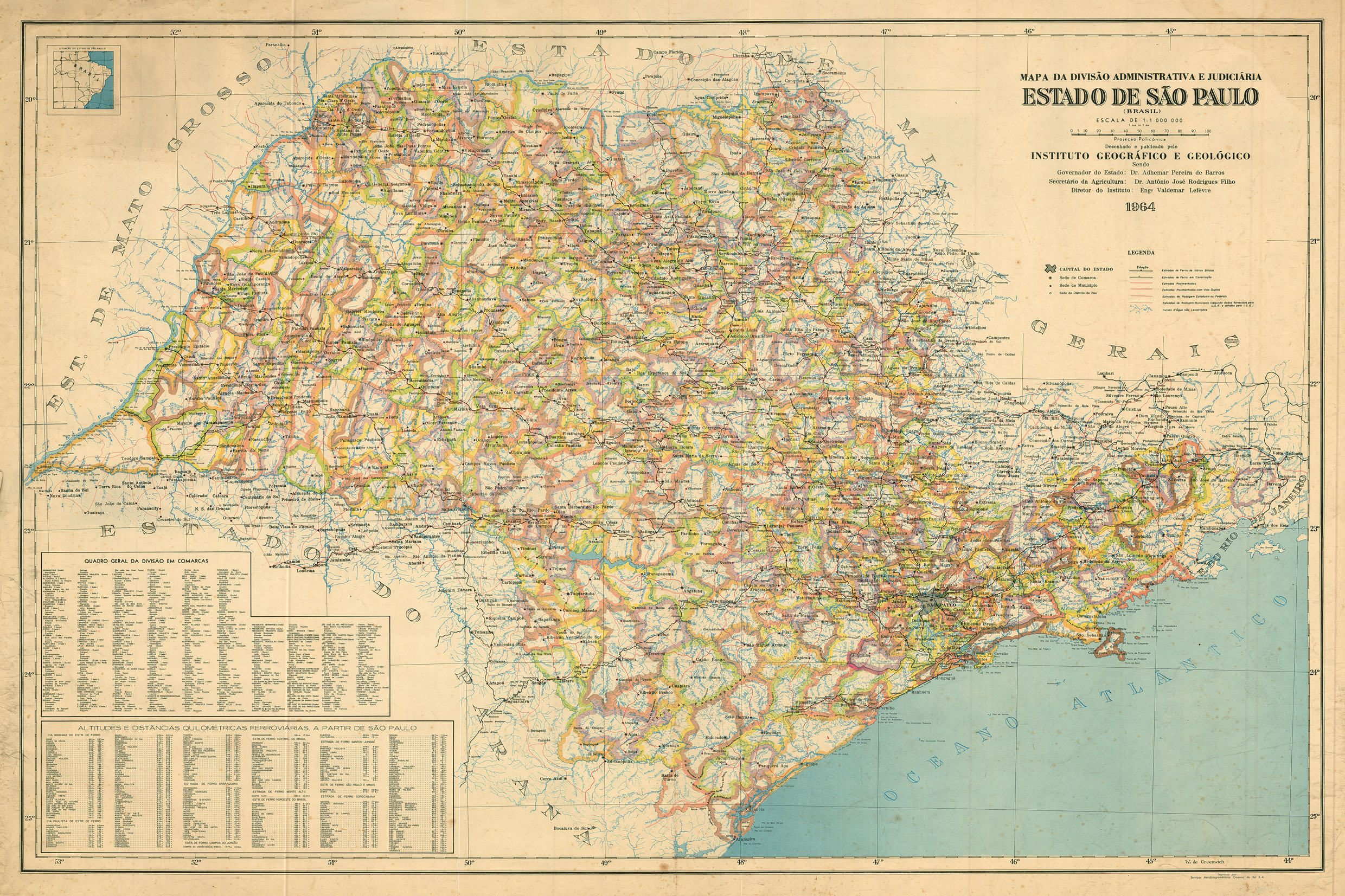
Karte des Bundesstaates São Paulo (1964).

Die jüngere Geschichte ist gekennzeichnet durch einen großen ökonomischen Aufschwung und ein großes Bevölkerungswachstum. In den 1980er Jahren wurde das städtische Krankenhaus gebaut. Die Stadt hatte zu diesem Zeitpunkt 20.753 Einwohner. In den 1990er Jahren wurde das Sambódromo de Paulinia gebaut sowie das Straßennetz ausgebaut.

## Bevölkerungsentwicklung
| Jahr | Einwohner | Stadt  | Land  |
| --- | --------- | ------ | ----- |
| 1991 | 37.498    | 33.215 | 4.283 |
| 2000 | 51.326    | 50.762 | 564   |
| 2010 | 82.146    | 82.070 | 76    |
| 2020 | 112.003   | ?      | ?     |
| Hier fehlt eine Grafik, die leider im Moment aus technischen Gründen nicht angezeigt werden kann. Wir arbeiten daran! |           |        |       |

Quelle: IBGE (2011)

## Söhne und Töchter der Stadt
- Marcela Temer (* 1983), Politikerin, First Lady

## Klima
In Paulínia herrscht ein tropisches Höhenklima mit durchschnittlichen Temperaturen. Die Niederschläge sind überdurchschnittlich.

## Wirtschaft
Boehringer Ingelheim eröffnete 2017 eine neue Fabrikationsstätte für Tierarzneimittel.